# Fientje Moerman
Joséphine Rebecca Marie Julienne Bertha (Fientje) Moerman - Vanden Broucke (Gent, 19 oktober 1958) is een voormalig Belgische advocate en politica voor Open Vld.

## Levensloop
Moerman studeerde aan de Rijksuniversiteit te Gent, alwaar ze in 1981 afstudeerde als licentiaat in de Rechten. Vervolgens behaalde ze een 'master of laws' aan de Harvard Law School in 1982. Van 1982 tot 1984 werkte Moerman als juridisch adviseur bij het Amerikaanse multinationale advocatenkantoor Cleary Gottlieb Steen & Hamilton in New York en Brussel. 
Van 1984 tot en met 1985 was ze redactrice Economie en Financiën voor de krant De Standaard. In deze periode nam ze deel aan de actie gericht tegen de persoon van Paus Johannes Paulus II naar aanleiding van zijn bezoek aan de Lage Landen, door in Gent affiches op te hangen met de woorden "De Paus, hij kan ze kussen".
Halverwege de jaren tachtig werd ze de woordvoerder van de Europese liberalen in het Europees Parlement, een functie die ze uitoefende van 1985 tot 1989. Vervolgens werkte ze van 1989 tot 1991 als adviseur van de Franse oud-president Valéry Giscard d’Estaing, die toen in het Europees Parlement zetelde. Daarna werd Moerman van 1991 tot 1995 hoofdadviseur van de Europese liberale fractie, gespecialiseerd in institutionele hervormingen en betrekkingen met Israël en de Golfstaten.
Ook in haar thuisbasis Gent was ze politiek actief: tussen 1988 en 1999 was ze gemeenteraadslid en van 1995 tot 1999 was ze schepen voor Onderwijs in de stad. In juni 1999 werd Moerman voor het eerst verkozen in de Kamer van volksvertegenwoordigers, waar ze bleef zetelen tot in juli 2003 en zich toelegde op de materies Europese Zaken, Justitie en Financiën. In juli 2003 trad ze als minister toe tot de Regering-Verhofstadt II waar ze bevoegd werd voor Economie, Energie, Buitenlandse Handel en Wetenschapsbeleid. In juli 2004 stapte ze over naar de Vlaamse regering als Vlaams minister van Economie, Ondernemen, Innovatie, Wetenschap en Buitenlandse Handel. Ze was tevens viceminister-president. Ze stond ook aan de wieg van Oddyseus, een programma om topwetenschappers naar Vlaanderen te halen.

### Ontslag
Moerman nam op 10 oktober 2007 ontslag na een rapport van de Vlaamse ombudsman naar aanleiding van klachten van haar voormalige kabinetschef Rudy Aernoudt. Ze werd opgevolgd door Patricia Ceysens. In de periode voor haar ontslag als Vlaams minister kwamen verschillende feiten in de pers die er uiteindelijk toe geleid hebben dat ze haar positie als minister onhoudbaar vond. In augustus 2007 nam haar man Willem Vanden Broucke - die als Head of Unit and Policy Advisor bij de Alliance of Liberals and Democrats for Europe (ALDE) aan het Europees Parlement werkzaam is - ontslag als bestuurder bij het Vlaams-Europees Verbindingsagentschap (Vleva). Eerder was in het nieuws gekomen dat hij een jaar voordien door de Vlaamse regering benoemd was in deze vzw om te lobbyen bij de Europese Unie. De toenmalige meerderheid in Vlaanderen zag nochtans geen graten in de benoeming. Zo zei toenmalig CD&V-fractievoorzitter Ludwig Caluwé dat men niet iemand van een benoeming mag uitsluiten omdat zijn echtgenote toevallig minister is.
Op 14 september 2007 ontsloeg de Vlaamse regering Rudy Aernoudt, secretaris-generaal van het Departement Economie, Wetenschap en Innovatie en gewezen (adjunct-)kabinetschef van de ministers Serge Kubla en Moerman, wegens "zware feiten die elke verdere professionele samenwerking onmiddellijk en definitief onmogelijk" maakten. In december 2006 diende Aernoudt een klacht in bij de Vlaamse ombudsman wegens vermeende onregelmatigheden met studieopdrachten op het kabinet-Moerman in de periode dat Aernoudt er zélf kabinetschef was. Volgens het rapport van ombudsman Bernard Hubeau was de toekenning van een expertencontract met het adviesbureau Public Business Services (PBS) niet volgens de regels van het behoorlijk bestuur verlopen. Al gaf de ombudsman in zijn conclusies toe dat er in de wetgeving een grijze zone zit en die werkt contraproductief voor de legitimiteit van de werking van ministeriële kabinetten. Volgens Aernoudt kreeg Moerman voor een reis naar Seattle van 9 tot 14 november 2006 met drie medewerkers 90.000 euro. Daarvan was 10.000 euro bedoeld voor 'persoonlijke representatiekosten' en kwam er 15.000 euro voor 'onvoorziene uitgaven'.
Als antwoord op de beschuldigingen liet Moerman weten dat het zogenaamde "reisje naar Seattle” een handelsmissie met prins Filip naar Canada betrof met uitbreiding (voor en na) naar de VS, waar cruciale contacten voor de Vlaamse economie werden gelegd (onder andere met General Motors, Ford, Microsoft, Google, Cisco en HP). De 25.000 euro was een begrotingstechnische provisie – opgesplitst in 10.000 euro provisie representatiekost en 15.000 provisie andere onvoorziene uitgaven - die het achteraf moet mogelijk maken om in het buitenland onvoorziene gemaakte uitgaven terug te betalen aan wie de kosten heeft voorgeschoten.
Tevens kwam de politica in opspraak wegens het toekennen van een consultancycontract aan Ernst & Young door haar kabinet aan beleidsadviseur Guy Serraes, ex-schepen van Gent voor de VLD, waarbij bleek dat het consultancykantoor en Serraes onder een hoedje speelden. In juli 2011 nam het parket de fraudezaak in behandeling en werden Ernst & Young, de oprichters van het consultancykantoor en Guy Serraes in vervolging gesteld, maar in 2016 kregen de betrokkenen de toestemming de zaak rond belangenvermenging af te kopen.

### Einde politieke carrière
In januari 2008 werd ze bestuurder bij de Gentse havengroep Sea Invest, wat ze bleef tot in juni 2011. Midden februari 2008 kwam Moerman voor de kieskring Oost-Vlaanderen in het Vlaams Parlement terecht als opvolger van Marc Cordeel, die zijn ontslag had ingediend als Vlaams volksvertegenwoordiger. Ze ging er zetelen in de commissie Openbare Werken, Mobiliteit en Energie.
Ook na de volgende  Vlaamse verkiezingen van 7 juni 2009 werd Moerman herkozen in het Vlaams Parlement met 25.867 voorkeurstemmen. In de legislatuur 2009-2014 werd ze er secretaris en vanaf 2012 ondervoorzitter van de commissie Buitenlands Beleid, Europese Aangelegenheden en Internationale Samenwerking. Daarnaast was zij van 2010 tot 2014 plaatsvervangend lid van het Europees Comité van de Regio's, waarvan ze eerder van 2005 tot 2008 vast lid was. Ze bleef Vlaams volksvertegenwoordiger tot mei 2014. Uit onvrede met de haar aangeboden plaats op de lijst voor de verkiezingen van 25 mei 2014 besloot ze niet op te komen voor die verkiezingen. Dit betekende het einde van haar politieke carrière.
Sinds ze geen politica meer is, gebruikt ze de naam Rebecca Vanden Broucke, Rebecca is haar tweede voornaam, Vanden Broucke is de familienaam van haar man. In 2015 kwam ze voor het eerst onder de aandacht met deze naam na het schrijven van een lezersbrief, waarin ze felle kritiek uitte op de stakers bij de NMBS. Sinds 30 juni 2014 mag ze zich ere-Vlaams volksvertegenwoordiger noemen. Die eretitel werd haar toegekend door het Bureau (dagelijks bestuur) van het Vlaams Parlement.
Na haar vertrek uit de politiek werd ze Europees ambtenaar. Van 2014 tot 2017 stond Moerman aan het hoofd van de ECOS, de afdeling Toezicht Europese Raad in het Europees Parlement, nadien was zij van 2017 tot 2018 liaison tussen het Europees Parlement en het Amerikaans Congres op het European Parliament Liaison Office in Washington.
De partij Open Vld droeg haar begin 2018 voor als nieuwe rechter in het Grondwettelijk Hof. Op 18 maart 2018 werd ze in deze functie aangesteld.
Moerman is gehuwd en heeft een dochter.